# Richard H. Kirk

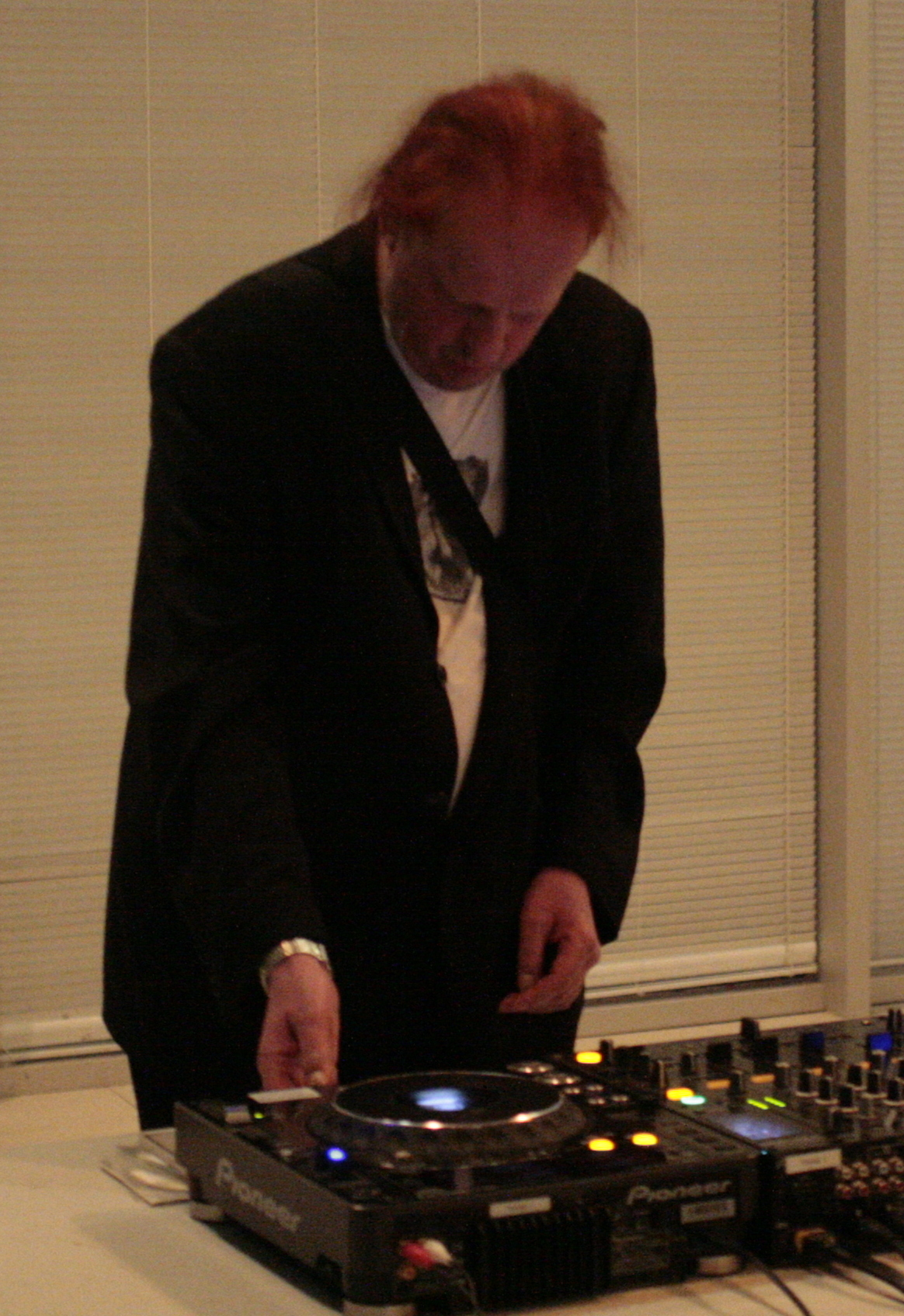
Richard H. Kirk als DJ bei „Music For Real Airports“ in Sheffield (2010)

Richard H. Kirk (* 21. März 1956 in Sheffield, Yorkshire; † 21. September 2021) war ein britischer Musiker, Komponist und Musikproduzent. Bekannt wurde er als Mitglied der einflussreichen Industrial-Band Cabaret Voltaire. Von den 1980er Jahren bis zu seinem Tod blieb er als Solo-Künstler aktiv.

## Leben
Kirk studierte zunächst Kunst am Sheffield Art College.
Ab 1973 trat er als Mitglied der Industrial-Band Cabaret Voltaire in Erscheinung.
Sein erstes Soloalbum Disposable Half-Truths erschien 1980. Bis zur Auflösung der Band im Jahre 1994 verfolgte er parallel seine Soloaktivitäten und veröffentlichte neben eher tanzbaren Technoproduktionen auch experimentelle elektronische Musik und Ambient. Die Veröffentlichungen erschienen unter seinem bürgerlichen Namen und einer Vielzahl von Pseudonymen, von denen Electronic Eye und Sandoz zu den bekanntesten zählen. Gemeinsam mit Richard Barratt (DJ Parrot) gründete er das Projekt Sweet Exorcist, das durch frühe Bleep-Techno-Veröffentlichungen auf Warp Records bekannt wurde.
Seit dem Jahr 2001 veröffentlichte Kirk im Wesentlichen auf seinem eigenen Label Intone. In seinen jüngeren Veröffentlichungen griff er auf Einflüsse aus der traditionellen afrikanischen Musik zurück.
Eine Wiedervereinigung von Cabaret Voltaire schloss Kirk ausdrücklich aus. Er starb im September 2021 im Alter von 65 Jahren.

## Diskografie (Auswahl)
Soloalben:
- 1980: Richard H. Kirk – Disposable Half-Truths (Industrial Records)
- 1983: Richard H. Kirk – Time High Fiction (Doublevision)
- 1986: Richard H. Kirk – Black Jesus Voice (Rough Trade Records)
- 1986: Richard H. Kirk – Ugly Spirit (Rough Trade Records)
- 1993: Sandoz – Digital Lifeforms (Touch)
- 1994: Electronic Eye – Closed Circuit (Beyond)
- 1994: Richard H. Kirk – Virtual State (Warp Records)
- 1994: Sandoz – Intensely Radioactive (Touch)
- 1995: Electronic Eye – The Idea of Justice (Beyond)
- 1995: Richard H. Kirk – The Number of Magic (Warp Records)
- 1995: Sandoz – Every Man Got Dreaming (Touch)
- 1996: Agents With False Memories – Agents with False Memories (Ash International)
- 1996: Sandoz – Dark Continent (Touch)
- 1997: Dark Magus – Night Watchmen (Alphaphone Recordings)
- 1997: Nitrogen – Intoxica (Alphaphone Recordings)
- 1997: Sandoz – God Bless the Conspiracy (Alphaphone Recordings)
- 1998: Sandoz – Chant to Jah (Touch)
- 1998: Trafficante – Is This Now? (Alphaphone Recordings)
- 1999: Al Jabr – One Million and Three (Alphaphone Recordings)
- 1999: Richard H. Kirk – Darkness at Noon (Touch)
- 2000: Blacworld – Subduing Demons (In South Yorkshire) (Alphaphone Recordings)
- 2000: Electronic Eye – Neurometrik (Alphaphone Recordings)
- 2000: Richard H. Kirk – LoopStatic (Amine ß Ring Modulations) (Touch)
- 2001: Orchestra Terrestrial – Here and Elsewhere (Die Stadt)
- 2001: Sandoz – Afrocentris (Intone)
- 2003: Biochemical Dread – Bush Doctrine (Cocosolidciti)
- 2004: Richard H. Kirk feat. Pat Riot – Meets the Truck Bombers of Suburbia Uptown Vol. 1 (Intone)
- 2005: Bit Crackle – Afro Digital (Intone)
- 2005: Blacworld – Subduing Demons in South Yorkshire Part 2 (Intone)
- 2006: Electronic Eye – Autoshark (Intone)
- 2006: Sandoz – Live in the Earth: Sandoz in Dub (Chapter 2) (Intone)
- 2006: Sandoz – In Dub: Chapter Two/Extra Time (Under the Stones) (Intone)
- 2007: Vasco De Mento – Burning the Words (Part One) (Intone)
- 2007: Vasco De Mento – Burning the Words (Part Two) (Intone)
- 2009: Dollars and Cents – Unabridged Soundtrack to Future Movie (Intone)
- 2009: Sandoz – Acid Editions (303 Excursions) (Intone)
- 2011: Orchestra Terrestrial – Umladen (Intone)
- 2011: Richard H. Kirk & The Arpeggio 13 – Anonymized (Intone)
- 2011: Richard H. Kirk – Reality Is Opposite (Intone)
- 2012: Sandoz – Digital Life Time (Intone)
- 2017: Richard H. Kirk – Dasein (Intone)
- 2018: Peter Hope / Richard H. Kirk – Black&White Medicine (Wrong Revolution)